# Boeing MQ-25 Stingray
Il Boeing MQ-25 Stingray è un aeromobile a pilotaggio remoto (APR) sviluppato per la U.S.Navy come velivolo imbarcato per rifornimento in volo. Esso sarà utilizzato sulle portaerei della flotta per il rifornimento in volo degli aerei da combattimento.

## Sviluppo
L'US Navy iniziò ad interessarsi allo sviluppo di un APR basato su portaerei nel 2006. Il concetto originale dell'UCLASS (Unmanned Carrier-Launched Airborne Surveillance and Strike) era per una piattaforma di attacco stealth non pilotata, in grado di penetrare le difese aeree nemiche. Nel 2012 fu deciso di cambiare il concetto su cui era basato il progetto, ovvero si passò da una piattaforma d'attacco ad una in una da ricognizione e sorveglianza (ISR). Infine, nel 2016, la Marina, resasi conto che i tempi per sviluppare una piattaforma d'attacco senza pilota lanciabile da portaerei non fossero ancora maturi, modificò nuovamente i requisiti, virando su un sistema dotato di una primaria capacità di aerocisterna, il cosiddetto C-BARS (Carrier-Based Aerial-Refueling System), con secondarie capacità ISR e d’attacco. Nel 2017, di fatto, l’esigenza principale della US Navy era quella di ampliare il raggio d’azione dei velivoli manned presenti nei CAW (Carrier Air Wing) delle portaerei, liberando gli F/A-18E/F Super Hornet dai compiti di rifornimento in volo (“buddy-buddy”) che rappresentano, mediamente, il 25% delle loro sortite nell’arco di una crociera operativa.
A luglio 2016, il velivolo fu ufficialmente designato "MQ-25A Stingray".
Il 19 settembre 2019, l' MQ-25 ha completato il primo volo di due ore sotto la direzione dei test pilot di Boeing operanti da una stazione di controllo a terra operante dal MidAmerica St. Louis Airport nell'Illinois, dove è basato il programma di test. Nello stesso mese il velivolo ha ottenuto il certificato di aeronavigabilità sperimentale dalla FAA, mentre il 7 ottobre 2019 è andato in volo per la seconda volta.
Il 10 dicembre 2020 Boeing e la U.S. Navy hanno provato in volo per la prima volta il velivolo di sviluppo MQ-25 T1 con un sistema di rifornimento aereo (ARS), una pietra miliare significativa nello sviluppo del rifornimento aereo con velivoli senza equipaggio.
Il volo, completato con successo, è stato di 2,5 ore; lo MQ-25T1 ha impiegato il Cobham ARS (lo stesso ARS attualmente in uso dagli F/A-18E/F Super Hornet per il rifornimento aria-aria) che è stato montato sotto l'ala per testare l’aerodinamica del velivolo aereo con il sistema montato sotto l’ala. Il volo è stato condotto da piloti collaudatori della Boeing che operavano da una stazione di controllo a terra presso l’aeroporto MidAmerica St. Louis di Mascoutah, Illinois.
A marzo 2021, l'MQ-25 T1, compì il volo più lungo fino ad allora, durò più di sei ore. Nello stesso test, il velivolo raggiunse un'altitudine di 30.000 piedi, la più alta raggiunta fino ad allora.
Il 4 giugno 2021, decollando dall'aeroporto MidAmerica di Mascoutah di St. Louis nell'Illinois, per la prima volta, l'MQ-25AT1 ha rifornito in volo un F/A-18F Super Hornet della US Navy, ponendo un'altra pietra miliare sia nella storia dell'aviazione, sia per essere stato il primo volo di rifornimento tra un aeromobile a pilotaggio remoto ed un aereo da caccia. Il 2 dicembre dello stesso anno un MQ-25A è stato imbarcato, per la prima volta sulla USS George H. W. Bush, per verificare l'impiego sulle portaerei della U.S. Navy. Questo schieramento, della durata di due settimane, mirava a verificare, sia la movimentazione sul ponte e nell'hangar, sia se esso fosse in grado di essere catapultato senza difficoltà e di appontare in sicurezza.
Il 21 febbraio 2024, Boeing ha annunciato di aver consegnato il primo esemplare alla US Navy, velivolo che è stato utilizzato dalla Marina per portare a termine ulteriori test di resistenza a bordo.

## Selezione
Le aziende che parteciparono alla gara furono quattro: General Atomics, Lockheed Martin, Northrop Grumman e Boeing.
General Atomica propose il suo concetto di Sea Avenger derivato dal Predator-C/Avenger per il rifornimento di carburante, dichiarando che basare il design dell'MQ-25 sull'Avenger avrebbe ridotto i tempi di sviluppo. Lockheed Martin propose il concetto di Sea Ghost basato sul suo RQ-170 Sentinel.
Northrop Grumman, propose il suo X-47B, mentre Boeing il 19 dicembre 2017 presentò un progetto di velivolo senza pilota basato sul suo Phantom Ray.
Northrop Grumman annunciò il 25 ottobre 2017 che ritirava il suo X-47B dal concorso MQ-25, affermando che la società non sarebbe stata in grado di eseguire il programma secondo i termini che esso richiedeva. L'uscita di Northrop, secondo alcuni analisti fu conseguenza del fatto che le esigenze della Marina potessero favorire i progetti con ali e corpo-coda, non come le ali volanti proposte nei progetti di Northrop e Lockheed.

## Il vincitore
Il 30 agosto 2018, la Marina degli Stati Uniti ha annunciato Boeing come vincitrice della competizione e ha assegnato ad essa un contratto di sviluppo di 805 milioni di dollari per la produzione di quattro velivoli di preserie MQ-25A da completare entro agosto 2024, con un requisito che potrebbe consistere fino a 72 velivoli. Il contratto prevede la progettazione, lo sviluppo, la fabbricazione, la prova, la consegna e il supporto dei velivoli senza equipaggio MQ-25A, per una capacità operativa iniziale entro il 2024.
Secondo i requisiti della Marina, il MQ-25A dovrà essere in grado di rifornire carburante per 14.000 libbre a distanze fino a 500 miglia nautiche da una portaerei. L’aereo sostituirà di fatto l’F/A-18E/F Super Hornet nelle operazioni di rifornimento così da restituire il Super Hornet alle sole missioni di combattimento.
Quando operativo, il MQ-25A migliorerà le prestazioni, l’efficienza e la sicurezza del Carrier Air Wing e fornirà una maggiore capacità di rifornimento in volo per eseguire missioni che altrimenti non potrebbero essere eseguite, fornendo la necessaria e robusta capacità di rifornimento in volo per estendere così le capacità di combattimento dei caccia Boeing F/A-18 Super Hornet, Boeing E/A-18G Growler e Lockheed Martin F-35C. Ad aprile 2020, la Marina ha annunciato di aver assegnato a Boeing un ulteriore contratto da 84,7 milioni per la costruzione di ulteriori 3 MQ-25 che porta a sette il numero degli esemplari totali ordinati.

## Propulsione
L’MQ-25 sarà propulso da un unico motore Rolls-Royce AE 3007N, l’ultima variante della famiglia di motori Rolls-Royce AE, che può fornire oltre 10.000 libbre di spinta nonché energia elettrica per l’aereo.
I motori AE300N sono una variante degli AE3007H che equipaggiano gli RQ-4 Global Hawk dell'Air Force e gli MQ-4C Triton, nonché di diversi tipi di aerei militari e civili in servizio in tutto il mondo.

## Utilizzatori
Stati Uniti
- US Navy

4 ordinati, con una previsione di acquisto di 76 esemplari. Ulteriori 3 esemplari ordinati ad aprile 2020, portano a 7 il numero dei velivoli ordinati.